# Bicaz-Chei, Neamț
Bicaz-Chei este satul de reședință al comunei cu același nume din județul Neamț, Transilvania, România.